# Darlene Marzari
Pour les articles homonymes, voir Marzari.
Darlene Marzari (née le 6 juillet 1943) est une femme politique canadienne de la Colombie-Britannique. Elle est députée provinciale néo-démocrate de la circonscription britanno-colombienne de Vancouver-Point-Grey de 1986 à 1996.
Elle est ministre dans le gouvernement de Michael Harcourt, occupant la fonction de ministre du Tourisme, ministre responsable de la Culture et ministre des Affaires municipales.

## Carrière politique
Née à Toronto en Ontario, Marzari entame une carrière publique et servant comme conseillère municipale de Vancouver en tant que membre du groupe TEAM (en) dès 1972
Élue simultanément avec Kim Campbell dans une circonscription à deux membres en 1986, la démission de Campbell pour se présenter lors de l'élection fédérale de 1988 entraîne le déclenchement d'une élection partielle et l'élection de Tom Perry. 
Lors de l'élection de 1991, la circonscription est désormais représentée par un seul membre et Perry se présente dans Vancouver-Little Mountain. Elle ne se représente pas lors de l'élection de 1996.